# 多布羅蒂莫菲伊夫卡
48°22′44″N 31°5′17″E / 48.37889°N 31.08806°E
多布羅蒂莫菲伊夫卡（烏克蘭語：Добротимофіївка）是烏克蘭中部的村莊，隸屬基洛夫格勒州的新烏克蘭卡區。該村始建於1891年，面積0.27平方公里，海拔高度150米，2001年人口40，人口密度每平方公里148.2人。